# 히나타자카에서 만납시다
히나타자카에서 만납시다(日向坂で会いましょう)는 일본의 TV 도쿄 계열에서 2019년 4월 7일부터 방송되는 버라이어티 프로그램이다.

## 개요
- 히나타자카46(구.히라가나 케야키자카46)의 지상파 레귤러 프로그램였던 히라가나 오시(2019년 3월 31일까지 방송)를 리뉴얼해, 2019년 4월 7일부터 본 프로그램 타이틀로 변경되었다.

## 출연자
2022년 7월 현재
- MC
  - 오도리 (와카바야시 마사야스, 카스가 토시아키)
- 히나타자카46
  - 우시오 사리나, 카게야마 유카, 카토 시호, 카네무라 미쿠, 카미무라 히나노, 카와타 히나, 코사카 나오, 사이토 쿄코, 사사키 쿠미, 사사키 미레이, 타카세 마나, 타카하시 메구니, 타카모토 아야카, 토미타 스즈카, 니부 아카리, 하마기시 히요리, 히가시무라 메이, 마츠다 코노카, 미야타 마나모, 모리모토 마리이, 야마구치 하루요
- 나레이션 : 아자카미 요헤이

## 같이 보기
- 히라가나 오시
- 노기자카 공사중
- 거기 돌면, 사쿠라자카?